# Tarsza
A tarszák (Isophya) a fürgeszöcskefélék családjának egyik neme.

### Jellemzőik
A tarszák csökevényes szárnyú, röpképtelen és ugrásképtelen szöcskék, mozgásuk esetlennek tűnik, ellenségeiktől a növényzetbe beolvadó zöld védőszínük óvja őket. Csápjaik hossza kb másfészerese a testhossznak. Európában és Nyugat-Ázsiában honosak. Magyarországon 7 faj (kárpáti tarsza, magyar tarsza, erdei tarsza, szerény tarsza, illír tarsza, pienini tarsza és Stys-tarsza) képviseli őket, az erdei kivételével valamennyi védett.   

## Fajok
A genusba a következő fajok tartoznak:
costata fajcsoport
1. Isophya boldyrevi Miram, 1938
2. Isophya costata Brunner von Wattenwyl, 1878 magyar tarsza
3. Isophya dobrogensis Kis, 1994
4. Isophya modestior Brunner von Wattenwyl, 1882 illír tarsza
5. Isophya stepposa Bey-Bienko, 1954
6. Isophya stysi Cejchan, 1957 Stys-tarsza

kraussii fajcsoport
1. Isophya brevicauda Ramme, 1931
2. Isophya kraussii Brunner von Wattenwyl, 1878 erdei tarsza
3. Isophya pienensis Maran, 1954 pienini tarsza
4. Isophya zubovskii Bey-Bienko, 1954

major fajcsoport
1. Isophya major Brunner von Wattenwyl, 1878
2. Isophya mavromoustakisi Uvarov, 1936
3. Isophya mersinensis Sevgili & Çiplak, 2006
4. Isophya salmani Sevgili & Heller, 2006

modesta fajcsoport
1. Isophya andreevae Peshev, 1981
2. Isophya bureschi Peshev, 1959
3. Isophya clara Ingrisch & Pavićević, 2010
4. Isophya longicaudata Ramme, 1951
5. Isophya miksici Peshev, 1985
6. Isophya modesta (Frivaldszky, 1868) szerény tarsza
7. Isophya plevnensis Peshev, 1985
8. Isophya rhodopensis Ramme, 1951
9. Isophya tosevski Pavićević, 1983
10. Isophya yaraligozi Ünal, 2003

pyrenaea fajcsoport
1. Isophya altaica Bey-Bienko, 1926
2. Isophya beybienkoi Maran, 1958
3. Isophya brunneri Retowski, 1888
4. Isophya bucovinensis Iorgu, Iorgu, Szövényi & Orci, 2017
5. Isophya camptoxypha (Fieber, 1853) kárpáti tarsza
6. Isophya ciucasi Iorgu & Iorgu, 2010
7. Isophya dochia Iorgu, 2012
8. Isophya doneciana Bey-Bienko, 1954
9. Isophya fatrensis Chládek, 2007
10. Isophya gulae Peshev, 1981
11. Isophya harzi Kis, 1960
12. Isophya nagyi Szövényi, Puskás & Orci, 2012
13. Isophya obtusa Brunner von Wattenwyl, 1882
14. Isophya posthumoidalis Bazyluk, 1971
15. Isophya pyrenaea (Serville, 1838) - típusfaj
16. Isophya sicula Orci, Szovenyi & Nagy, 2010[2]
17. Isophya taurica Brunner von Wattenwyl, 1878

rectipennis fajcsoport
1. Isophya cania Karabag, 1975
2. Isophya ilkazi Ramme, 1951
3. Isophya nervosa Ramme, 1931
4. Isophya pavelii Brunner von Wattenwyl, 1878
5. Isophya rectipennis Brunner von Wattenwyl, 1878
6. Isophya stenocauda Ramme, 1951
7. Isophya thracica Karabag, 1962
8. Isophya triangularis Brunner von Wattenwyl, 1891

schneideri fajcsoport
1. Isophya hakkarica Karabag, 1962
2. Isophya karabaghi Uvarov, 1940
3. Isophya schneideri Brunner von Wattenwyl, 1878

speciosa fajcsoport
1. Isophya acuminata Brunner von Wattenwyl, 1878
2. Isophya amplipennis Brunner von Wattenwyl, 1878
3. Isophya artvin Ünal, 2010
4. Isophya bumerangoides Sevgili, Demirsoy & Çiplak, 2012
5. Isophya caspica Ramme, 1929
6. Isophya gracilis Miram, 1938
7. Isophya hitit Ünal, 2010
8. Isophya kalishevskii Adelung, 1907
9. Isophya nigrosignata Miram, 1938
10. Isophya pylnovi Miram, 1938
11. Isophya redtenbacheri Adelung, 1907
12. Isophya reticulata Ramme, 1951
13. Isophya rizeensis Sevgili, 2003
14. Isophya rodsjankoi Bolívar, 1899
15. Isophya savignyi Brunner von Wattenwyl, 1878
16. Isophya speciosa (Frivaldszky, 1868)
17. Isophya splendida Naskrecki & Ünal, 1995
18. Isophya sureyai Ramme, 1951
19. Isophya uludaghensis Sevgili & Heller, 2003

straubei fajcsoport
1. Isophya anatolica Ramme, 1951
2. Isophya hospodar (Saussure, 1898)
3. Isophya staneki Maran, 1958
4. Isophya straubei (Fieber, 1853)

zernovi fajcsoport
1. Isophya autumnalis Karabag, 1962
2. Isophya bicarinata Karabag, 1957
3. Isophya bivittata Uvarov, 1921
4. Isophya horon Sevgili, 2018
5. Isophya karadenizensis Ünal, 2005
6. Isophya sonora Sevgili, 2020
7. Isophya zernovi Miram, 1938

fajcsoportba nem sorolt
1. Isophya hemiptera Bey-Bienko, 1954
2. Isophya kosswigi Demirsoy, 1974
3. Isophya lemnotica Werner, 1932
4. Isophya pancici Pavićević, 2017
5. Isophya radmilae Pavićević, 2017
6. Isophya sikorai Ramme, 1951
7. Isophya tartara (Saussure, 1898)
8. Isophya transcaucasica Ramme, 1930

## Fordítás
- Ez a szócikk részben vagy egészben  az   Isophya című angol Wikipédia-szócikk ezen változatának fordításán alapul.  Az eredeti cikk szerkesztőit annak laptörténete sorolja fel. Ez a jelzés csupán a megfogalmazás eredetét és a szerzői jogokat jelzi, nem szolgál a cikkben szereplő információk forrásmegjelöléseként.